# Sirtap
Le Sirtap est un drone de surveillance développé conjointement par Airbus España et la CIAC colombienne, dont l'étude a débuté en 2017.

## Description
C'est un avion télépiloté, qui a une grande envergure, 7,3 mètres de long, 12 mètres de large avec les ailes déployées, une hauteur de 2,2 mètres et une masse de 750 kilos, conçu pour des missions de renseignement, de reconnaissance et de surveillance.
Ce système aurait une puissante caméra électro-optique et infrarouge et un radar pour la détection de cibles. Le Sirtap devrait aussi être capable d'emporter des munitions guidées et non guidées.
Les premières unités sont attendues pour 2025 et remplaceront d'autres drones que possèdent l'Espagne et la Colombie, tels que le Hermes 450 (Colombie) et le Searcher (Espagne).

## Capacités
- 20 heures d'autonomie en vol
- 21'000 pieds (6400m) d'altitude maximale[3]
- 7,3 mètres de longueur
- 12 mètres d'envergure (bout d'aile à bout d'aile)
- 2,2 mètres de haut
- Masse de 750 kilogrammes
- Charge maximale de 150 kilogrammes
- Peut fonctionner dans des conditions de -40°C à 50°C
- Vitesse maximale de 200 km/h
- Peut fonctionner sur n'importe quelle piste de 800 mètres ou plus, qu'elle soit pavée ou non
- Peut emporter des armes

## Opérateurs militaires
- Espagne 27 drones commandés sur 9 systèmes de contrôle contrôlant 3 drones chacun[4].
- Colombie 18 drones commandés sur 6 systèmes de contrôle contrôlant 3 drones chacun[4].

## Avion similaire
- INTA Milano
- Boeing ScanEagle
- MQ-9 Reaper
- Patroller